# Aphelandra eurystoma
Aphelandra eurystoma là một loài thực vật có hoa trong họ Ô rô. Loài này được Mildbr. mô tả khoa học đầu tiên năm 1930.